# BYD F3DM
BYD F3DM (Dual-mode) — гибридный автомобиль компании BYD с запасом хода 480 км. Является первым в мире серийным подзаряжаемым гибридом с подзаряжаемым модулем, поступившим в продажу 15 декабря 2008 года в Китае.

## История
F3DM впервые был представлен в 2008 году на Женевском автосалоне. Предшественником являлся концепт-кар BYD F6DM, который был представлен в январе 2008 года на Североамериканском международном автосалоне. Поставки автомобиля начались в марте 2010 года в Шэньчжэне, и к 2010 году было продано 417 единиц. К октябрю 2013 года было продано 3284 автомобиля. Кроме Китая, автомобиль также продавался в США.

## Особенности
BYD F3DM оснащался литий-железо-фосфатным аккумулятором ёмкостью 16 кВт⋅ч, электродвигателем переменного тока и 1,0-литровым бензиновым двигателем. Мощность составляет в общей сложности 125 кВт (168 л. с.).

## Галерея

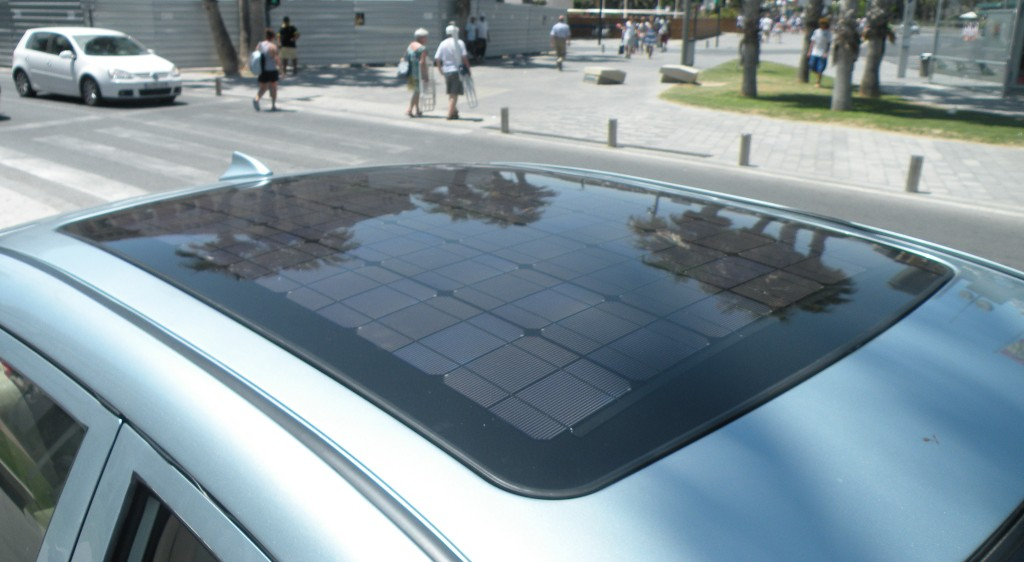
Солнечная батарея на крыше
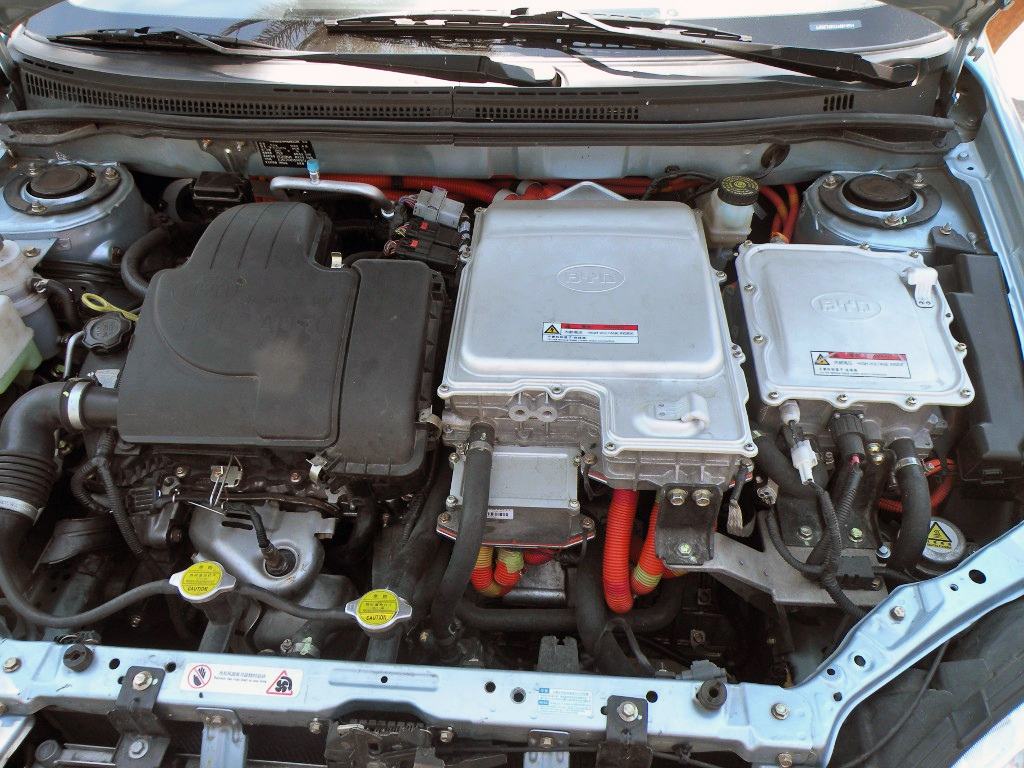
Моторный отсек
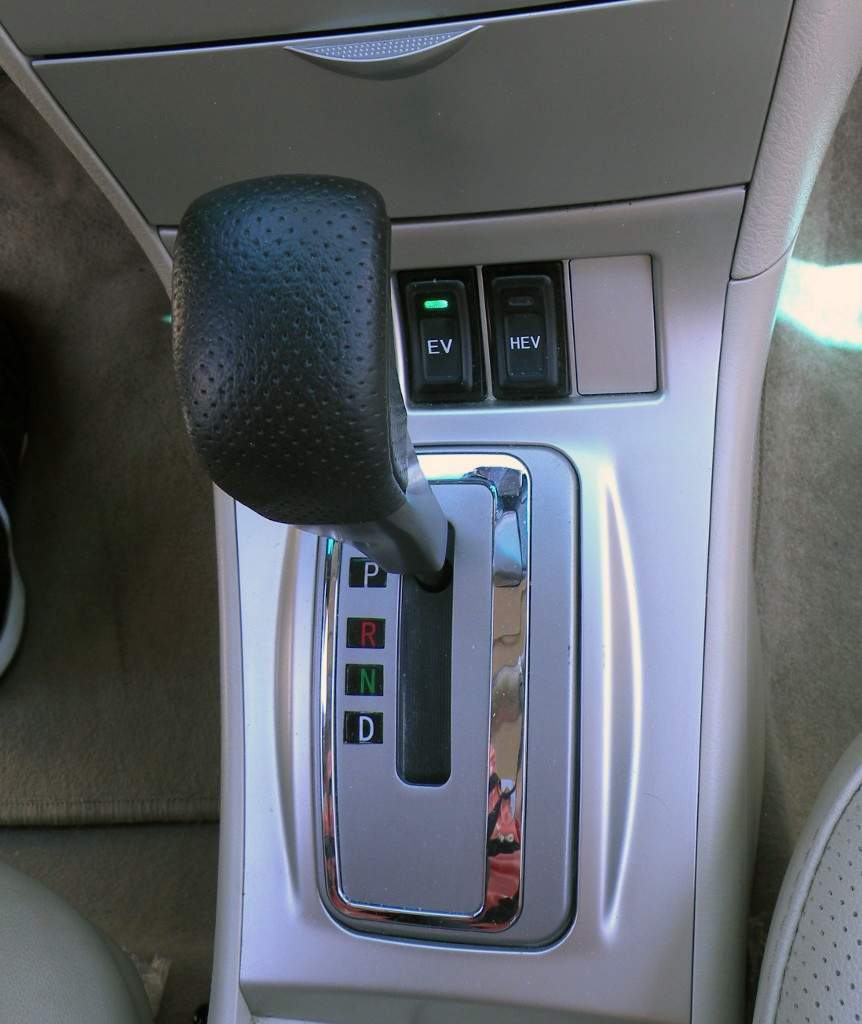
Селектор КПП
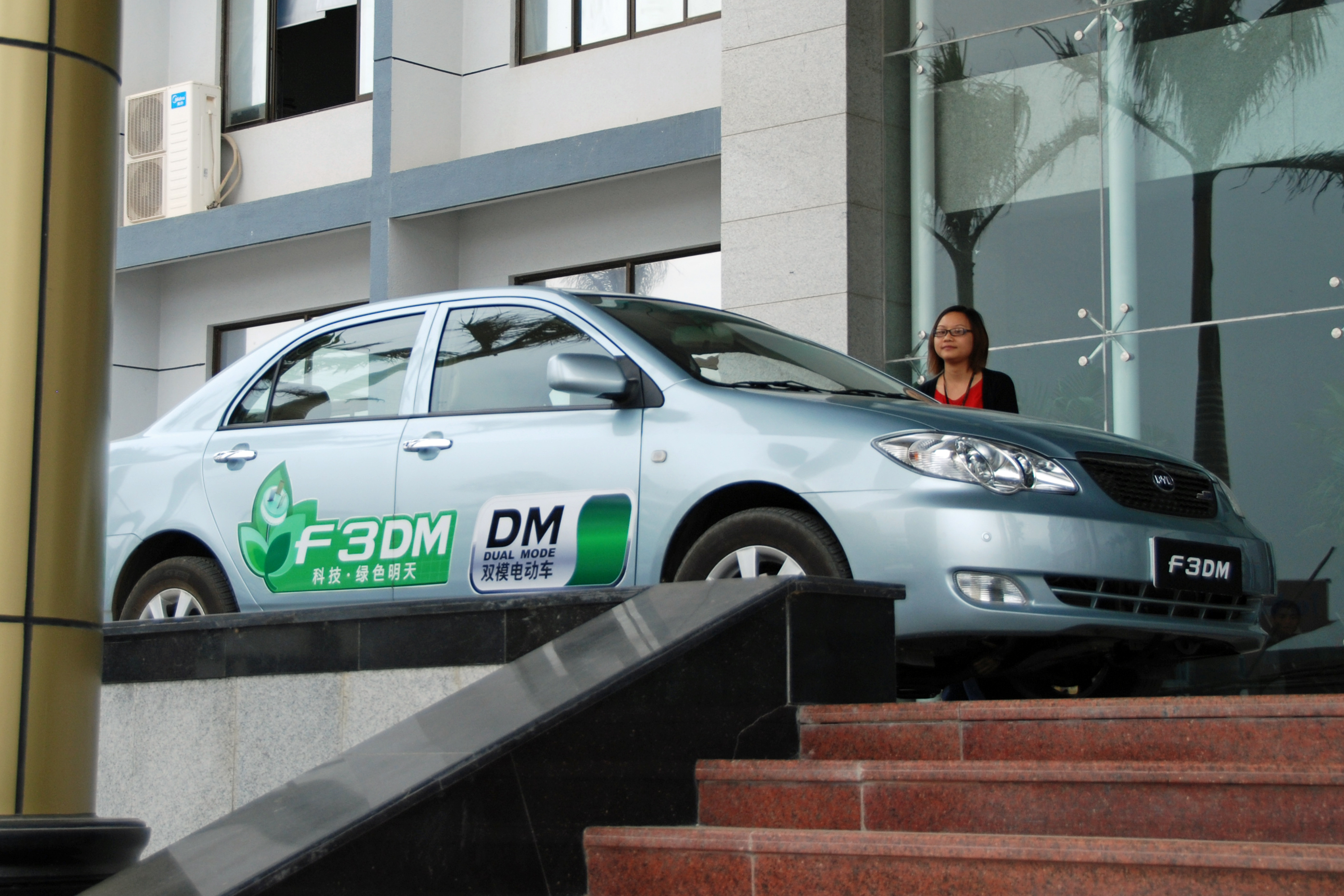
BYD F3DM в Шэньчжэне
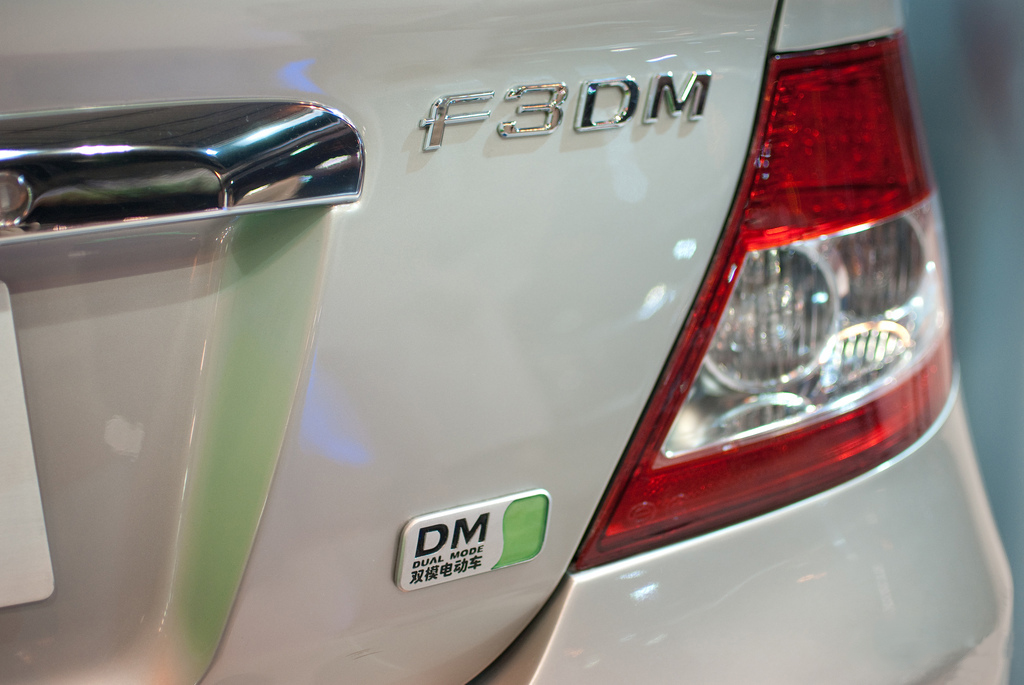
Шильдик F3DM
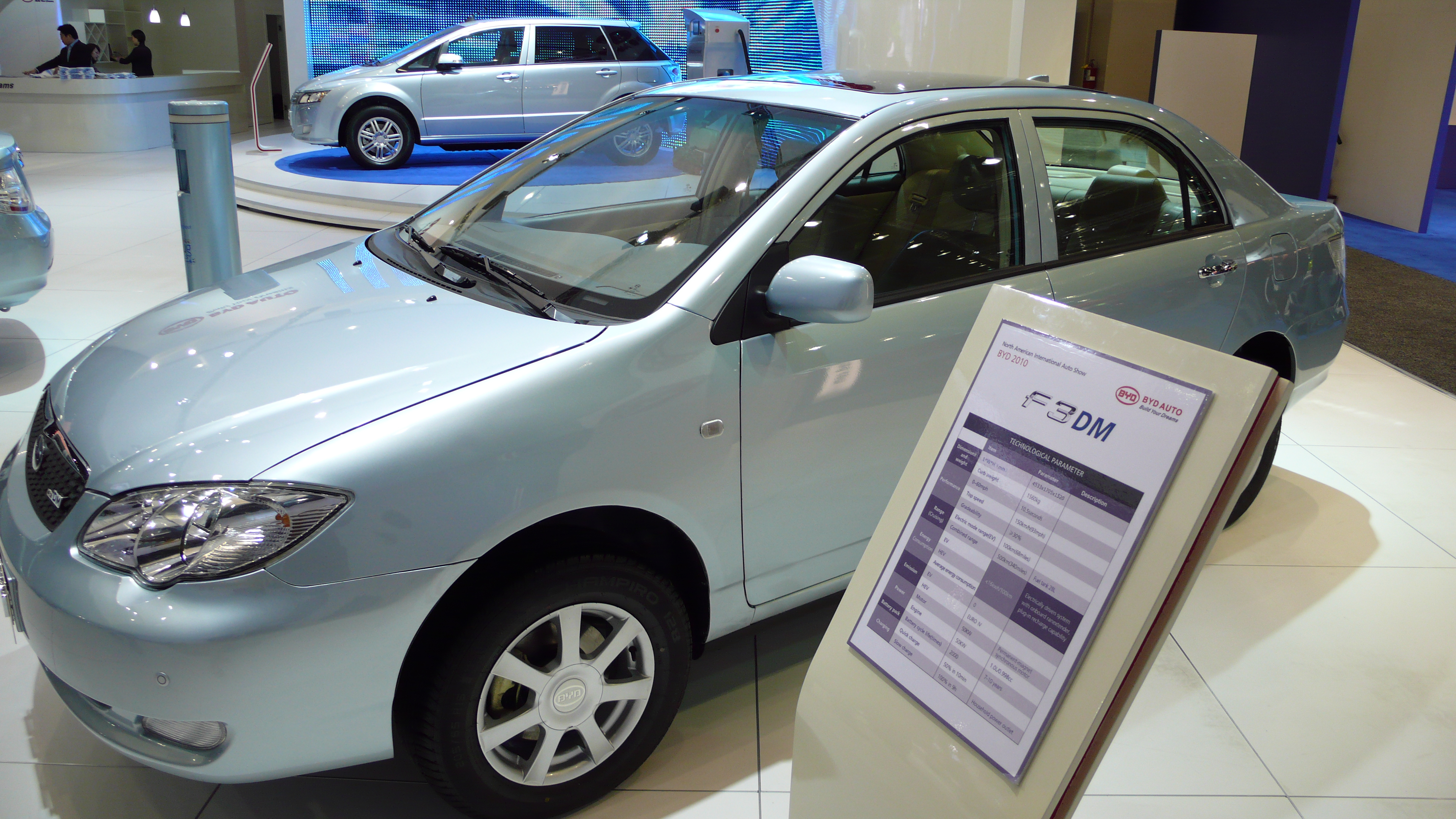
BYD F3DM на Североамериканском международном автосалоне
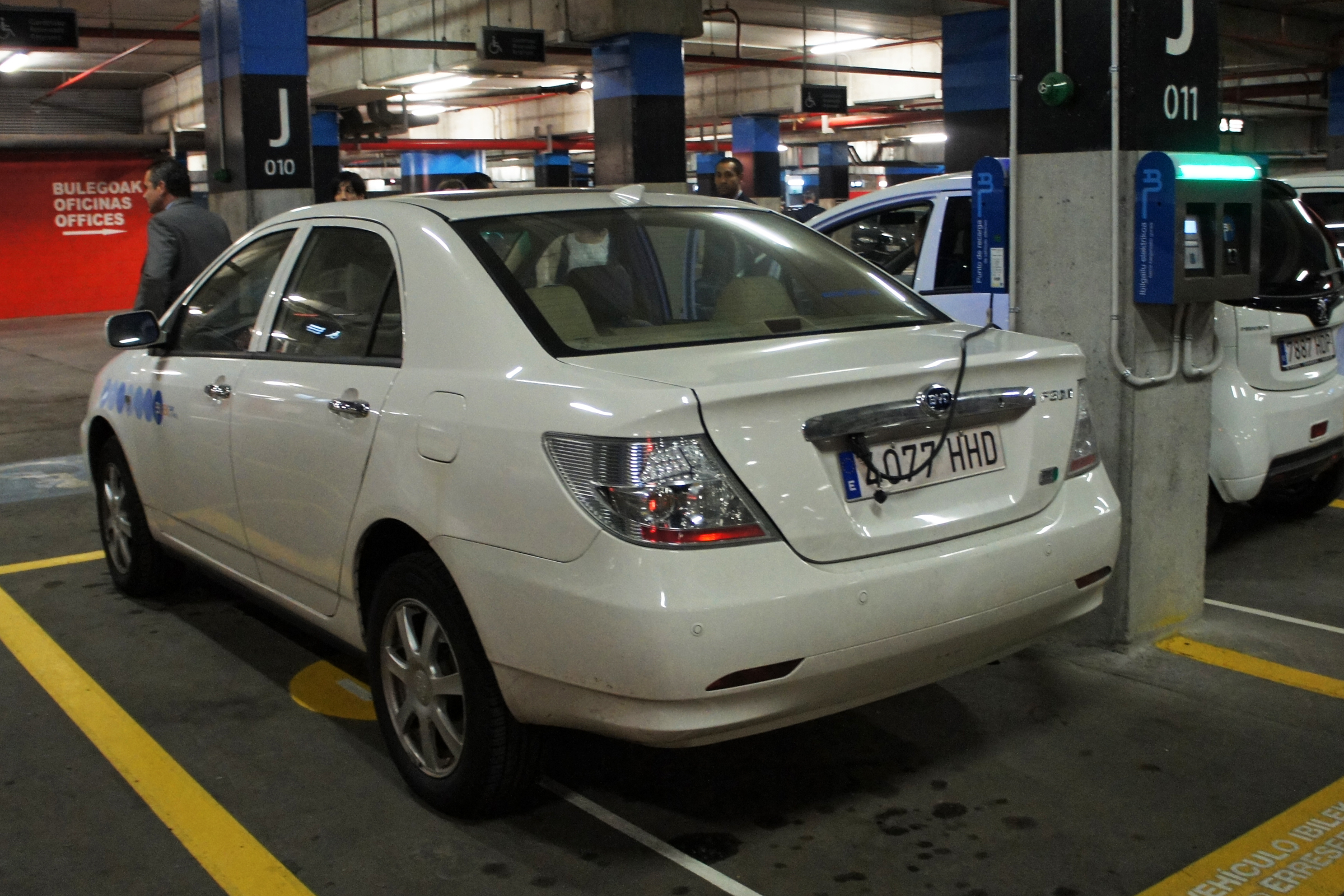
Зарядка автомобиля в Бильбао